# IC 12
IC 12 je spiralna galaktika i HII područje u zviježđu Ribama.

## Vanjske poveznice
- (engl.) SEDS: IC 12
- (engl.) Hartmut Frommert: Katalog SEDS
- (engl.) Izvangalaktička baza podataka NASA-e i IPAC-a
- (engl.) Astronomska baza podataka SIMBAD
- (engl.) VizieR
- (engl.) Auke Slotegraaf: Deep Sky Observer's Companion
- (engl.) DSO-tražilica[neaktivna poveznica]
- (engl.) Courtney Seligman: Objekti Indeksnog kataloga